# El Carmen, Villa Guerrero
El Carmen är en ort i Mexiko.   Den ligger i kommunen Villa Guerrero och delstaten Mexiko, i den sydöstra delen av landet, 80 km sydväst om huvudstaden Mexico City. El Carmen ligger 2 443 meter över havet och antalet invånare är 854.
Terrängen runt El Carmen är huvudsakligen kuperad. El Carmen ligger uppe på en höjd. Runt El Carmen är det ganska tätbefolkat, med 199 invånare per kvadratkilometer. Närmaste större samhälle är Coatepec Harinas, 2,1 km söder om El Carmen. I omgivningarna runt El Carmen växer huvudsakligen savannskog.